# Pax (genre)
Pour les articles homonymes, voir Pax.
Genre
Synonymes
- Storamia Jocqué, 1991

Pax est un genre d'araignées aranéomorphes de la famille des Zodariidae.

## Distribution
Les espèces de ce genre se rencontrent au Moyen-Orient.

## Liste des espèces
Selon World Spider Catalog (version 22.0, 14/05/2021) :
- Pax ellipita Zamani & Marusik, 2021
- Pax engediensis Levy, 1990
- Pax islamita (Simon, 1873)
- Pax leila Zamani & Marusik, 2021
- Pax libani (Simon, 1873)
- Pax meadei (O. Pickard-Cambridge, 1872)
- Pax palmonii Levy, 1990

## Publication originale
- Levy, 1990 : « Spiders of the genus Lachesana and a new storenoid genus from Israel (Araneae: Zodariidae). » Zoological Journal of the Linnean Society, vol. 98, no 1, p. 327-362.